# Volga-Don-Kanalen
Volga-Don-Kanalen (russisk: Волго-Донской судоходный канал имени В. И. Ленина, tr. Volgo-Donskoj skibsfartskanal V. I. Lenin) er en kanal, som forbinder Volga og Don på det punkt hvor de er tættest på hinanden. Kanalen er 101 km (heraf 45 km gennem floder og reservoirer).
Udfordringen med at forbinde de to floder daterer sig langt tilbage i historien. Det første kanalarbejde blev gjort af det Osmanniske Rige i 1569. Peter den Store gjorde et usuccesfuldt forsøg på at bygge en kanal i slutningen af 1600-tallet. Senere blev der projekteret flere projekter der skulle forbinde floderne, men de blev ikke gennemført.
Projekteringen af Volga-Don-Kanalen begyndte før den Store Fædrelandskrig (1941–1945), der forsinkede byggeriet. I 1948–1952 blev konstruktionen fuldført. I 1949 rekrutteredes en arbejdsstyrke af arbejdere fra hele Sovjetunionen. Kandidater fra universiteter og højere læreanstalter blev mobiliseret ligesom demobiliserede fra hæren deltog i byggeriet. Omkring 700.000 civile arbejdere var ansat på kontrakt ved byggeriet. Alt i alt var omkring 100.000 tyske krigsfanger og i alt godt 130.000 sovjetiske fanger involveret under opførelsen. De sovjetiske fanger var dømt for tyveri, hærværk og bedrageri, ligesom der var vaneforbrydere og politiske fanger imellem. Fangerne blev ansat på det samme arbejdsvilkår som de regulære bygningsarbejdere i blandede brigader, men til en lavere løn. Et af incitamenterne for fangerne var at én dag på byggepladsen talte som to til tre dages almindelig afsoning. 26.000 fanger blev efterfølgende prøveløsladt og 15 af fangerne modtog "Arbejdets Røde Fanes orden" efter deres løsladelse.
Efter færdiggørelse blev Volga-Don-Kanalen en vigtig del af et forenet dybvandstransportsystem i den europæiske del af Sovjetunionen. Kanalen har ni sluser med hver et kammer på Volga siden, hvilket kan hæve skibe 88 m, og fire sluser af samme slags på Donsiden, hvilket kan sænke skibe 44 m. Dimensionerne på sluserne er mindre end dem, der er på Volgafloden, de kan tillade skibe med tonnage op til 5.000 ton.
Volga-Don-Kanalen får sit vand fra Donfloden, som pumpes ind i kanalen ved hjælp af tre kraftige pumper. Vandet bruges også til kunstvanding.
Den russiske komponist Sergej Prokofjev skrev tonedigtet Mødet af Volga og Don for at fejre kanalens færdiggørelse.